# MÁV V42 sorozat
A MÁV V42 sorozat a MÁV részére szállított kétáramnemű villamosmozdony-sorozat. Beceneve: "Leó".

## Története
1961-ben kezdték el gyártani, 1966-ig 42 db épült belőle. Járműszerkezetileg azonos a MÁV V41 sorozatjelű mozdonyokkal, a főgépcsoport teljesítménye nagyobb, fordulatszáma kisebb, és kettő helyett csak egy fődinamót építettek be. Eleinte Tatabánya–Oroszlány és Miskolc–Diósgyőr között, valamint a budapesti körvasúton tehervonatokat, valamint Budapest–Komárom, Budapest–Hatvan, Budapest–Cegléd–Szolnok és Budapest–Vác–Szob vonalakon ingavonatokat is továbbítottak BDt 200-as vezérlőkocsival. A tolt ingavonatoknál a mozdonyvezető a vezérlőkocsiból irányította a mozdonyt, de a mozdonyon is tartózkodott egy segédkezelő. Később könnyű tehervonati szolgálatot teljesítettek, utoljára állomási tolatómozdonyként dolgoztak. A sorozatot az 1990-es évek elején selejtezték le, több mozdonyt átalakítottak villamos fűtőgépnek.
Szintén V42 sorozatú, de jelentősen eltérő szerkezetű a V42 001 pályaszámot kapott, a V41 501 pályaszámú mozdonyból átalakított kísérleti tirisztoros egyenirányítós mozdony is.

## Szerkezete
A főtranszformátor a felsővezeték feszültségét körülbelül 1000 V-ra csökkenti le. A főtranszformátor egy egyfázisú, hatpólusú szinkronmotort táplál, mely 1000 1/min szinkron fordulatszámmal egy tízpólusú, egyenáramú fődinamót forgat meg. A fődinamó által fejlesztett egyenáram táplálja a forgóvázban elhelyezett egyenáramú vontatómotorokat. A segédüzem számára a főtranszformátor  egy Ferraris-Arno-motort táplál, amely a gerjesztődinamókat hajtja, valamint fázisváltóként ellátja árammal a háromfázisú segédüzemi motorokat. Különlegessége, hogy a Ward-Leonard hajtásnak köszönhetően rövid távon leengedett áramszedővel is tud gurulni, illetve el tud indulni. Ezt tudta a V41-es is.

## Napjainkban
Néhány forgalomból kivont mozdonyt álló vonatfűtő gépként használnak. A V42 527 pályaszámú mozdony nosztalgiameneteket, különvonatokat, esetenként anyagvonatokat továbbít 2008 vége óta.
A V42 001 mozdonyt 2022. februárjában szétvágták. Ez volt eredetileg a V41 501, melyet később kísérleti célból tirisztorosra alakítottak. Üzemben utoljára 1990-es évek elején volt, az Istvántelki Főműhelyben, a BDV színbe tolta be és húzta ki a motorvonatokat. Ezután VF 32 számmal vonatfűtő gépként működött. A V42 527 mozdonyt a Magyar Vasúttörténeti Parkban az utolsó festésben kiállították, majd 2005-ben az Északi Járműjavítóba vitték. Ezt követően 2008-2022 között üzemképes állapotban alkalmanként nosztalgiavonatokat továbbított. Azóta főtranszformátor meghibásodással tartós leállásra kényszerült.